# Batlia d'Inca
La Batlia d'Inca fou una demarcació territorial sota l'autoritat del Batle d'Inca, creada al segle xiii, el seu territori d'actuació agrupava els actuals municipis d'Inca, Mancor, Selva, Campanet, Búger i Sa Pobla i els límits coincidien amb el Juz' d'Inkan musulmà, demarcació administrativa o judicial amb funcions no aclarides per la historiografia. Les resolucíons judicials del Batle d'Inca eren recurribles davant el Batle de Mallorca.
És probable que la creació de les batlies foranes es produís durant el senyoriu mallorquí de Pere de Portugal (1232-1244) en un primer intent d'estructurar el territori i articular l'obtenció de rendes de la porció reial de Mallorca. A finals del regnat del Conqueridor la seva jurísdicció s'amplià a Ginyent, parròquia del terme de Pollença que es correspon a l'actual Alcúdia, segurament per administrar la porció d'aquest terme que no estava baix la jusrísdicció de l'Orde del Temple.
Amb l'ordenació de les viles per part de Jaume II l'any 1300, la seva jurisdicció es limità a l'actual terme d'Inca, i es varen crear la de Selva, amb Mancor, i la de sa Pobla, amb Búger i Campanet.
Fins a l'any 1315, en què el Rei Sanç I segregà els municipis forans, del municipi únic de Mallorca, les delimitacions territorials de les batlies no es correspongueren amb les delimitacions dels termes municipals o universitats.

## Batles d'Incaseglexiii
- Sanxo Sadoa 1236
- Pere Ferrandis <1242-1244
- Bernat Porter ~1244
- Guillem Perera <1247
- Bernat Porter ~1250
- Borràs Sabassa 1268-1276, de 1273 a 1276 també ho era de Ginyent (Alcúdia).
- Reial Rotland 1278-1279, també ho era de Ginyent (Alcúdia).
- Esteve Desbrull ~1281
- Martí Peris de Montoro ~1283
- Arnau Peris 1284-~1285
- Joan Soaris <1289
- Ramon Desbrull ~1289
- Peregrí Pullina 1295-?